# Glaciación Andino-Sahariana
La glaciación Andino-Sahariana se produjo durante el Paleozoico, entre 450 Ma y 420 Ma, durante el Ordovícico Tardío y el Silúrico.

## Descripción
Según Eyles y Young: «un episodio glaciar importante, de unos 440 Ma, se registra en los estratos del Ordovícico Tardío (predominantemente asgilianos) en África occidental (Formación Tamadjert del Sáhara), en Marruecos (Cuenca de Tinduf) y en el centro-oeste de Arabia Saudí, todas ellas zonas situadas en latitudes polares en esa época. Desde el Ordovícico Tardío hasta el Silúrico Temprano, el centro de la glaciación se desplazó desde el norte de África hasta el suroeste de Sudamérica».
Durante este periodo se conocen las glaciaciones en Arabia, el Sáhara, África occidental, el sur del Amazonas y los Andes. El centro de la glaciación migró desde el Sáhara en el Ordovícico (450-440 Ma) hasta Sudamérica en el Silúrico (440-420 Ma). La máxima extensión de la glaciación se desarrolló en África y el este de Brasil.
En el oeste de América del Sur (Perú, Bolivia y norte de Argentina) se encontraron diamictitas glaciomarinas intercaladas con turbiditas, lutitas, flujos de lodo y flujos de detritos, datadas en el Silúrico Temprano (Llandonvery), con una extensión hacia el sur en el norte de Argentina y el oeste de Paraguay, y con una probable extensión hacia el norte en Perú, Ecuador y Colombia.
La edad de hielo Andina-Sahariana, de menor importancia, fue precedida por las edades de hielo criogénicas (720-630 Ma, las glaciaciones esturtiana y marinoana), a menudo denominadas como «Tierra bola de nieve», y seguida por la edad de hielo del Karoo (350-260 Ma).

## Causas
Aunque la producción de energía solar era un 4,5 % menor durante el Ordovícico Tardío, una diferencia que desencadenaría una edad de hielo en la actualidad, los niveles de dióxido de carbono eran 18 veces mayores. Al mismo tiempo, la placa oceánica subducía bajo el continente norteamericano, dando lugar a la Orogenia de los Apalaches (325-260 Ma), que provocó un descenso de los niveles de dióxido de carbono a través de la alteración del clima relacionado con el proceso de alteración de los silicatos. Las causas no se conocen con precisión, pero se sospecha que esto, combinado con la deriva continental y los cambios en la órbita de la Tierra, fue el desencadenante de la glaciación.